# Кривавий наклеп на Родосі
Кривавий наклеп 1840 на Родосі  — кривавий наклеп, вигадане ритуальне вбивство 1840 року на острові Родос (тодішня Османська імперія), котре викликало конфлікт між християнською і єврейською громадами на о. Родос. Що дало поштовх до численних конфліктів у великій частині Османської імперії (в т.ч між мусульманами і жидами), котрі тривали біля чотирьох десятиліть.

## Практика юдаїзму відносно крові і жертвопринесень
Описи тортур і людських жертвопринесень в передбачуваних ритуальних вбивствах суперечать багатьом фактичним положенням юдаїзму. Насамперед , заборона на вбивство міститься в десяти заповідях Тори. Крім того, використання крові ( людської чи будь-який інший ) в приготуванні їжі суворо заборонено кашрутом . Кров і будь-які інші виділення людського організму є ритуально нечистими ( Лев.15 ) . Кров убитих тварин не може вживатися в їжу , вона повинна бути виведена з тіла тварини і похована ( Лев.17 :12 -13) . Згідно Книзі Левіт , кров жертовної тварини (але не людину ) може бути використана лише на жертовнику Єрусалимського храму ( який до часу приписуваних подій вже не існував сотні років).
У той час як жертвопринесення тварин дійсно практикувалися в стародавньому юдаїзмі , Танах ( Старий Завіт ) і Галаха зображують людські жертвоприношення як одне з зол , що відокремлюють язичників Ханаана від євреїв ( Втор.12 : 31 , 2Цар.16 : 3 ) . Євреїв заборонялося брати участь у цих ритуалах ( Ісх.34 : 15 , Лев.20 : 2 , Втор.18 : 12 , Іер.7 : 31 ) . Фактично, вимога ритуальної чистоти забороняло навіть знаходження священиків ( Коенів ) в одній кімнаті з людським трупом ( Лев.21 : 11 ) . Нащадкам Коенів, згідно з релігійними канонами, Галаха забороняє навіть заходити на цвинтар.

## Події

### Зникнення хлопчика
17 лютого 1840 хлопчик з грецької православної сім'ї не повернувся додому з прогулянки. Його мати звернулася наступного дня до османським владі з приводу зникнення сина. Губернатор острова, Юсуф Паша, дав вказівку про розшук, але кілька днів пошуків ні до чого не привели. Європейські консули чинили на губернатора тиск, щоб справа була швидше розкрито.

### Розслідування
Через кілька днів дві грецькі жінки заявили, що вони бачили цього хлопчика, який йшов у напрямку до міста Родос в супроводі чотирьох євреїв. Жінки стверджували, що одним з них був на ім'я Еліакім Стамболі. Його заарештували, допитали. 23 лютого він був знову підданий допиту, цього разу у присутності високопосадовців, включаючи губернатора, кади, грецького архієпископ а і європейських консулів. Стамболі зізнався в ритуальному вбивстві і звинуватив інших жидів, що призвело до нових арештів. Шість жидів були звинувачені у злочині, а до головного рабина «наполегливо приставали з питанням, чи дійсно жиди практикують ритуальні вбивства».
За повідомленням жидів з Родосу, Стамболі був «закутий в ланцюги і підданий страшним тортурам розпеченим залізом, а на грудях його лежав дуже важкий камінь — він був буквально напівтрупом».

### Блокада
Губернатор острова Юсуф Паша, розпорядився заблокувати єврейський квартал напередодні свята Пурім і заарештувати головного рабина Яакова Ісраеля. Блокада була настільки суворою, що у мешканців кварталу виникла проблема з їжею і водою.
тіло зниклого хлопчика було виявлено. Жителі жидівського кварталу стверджували, що ними була припинена спроба підкинути до них мертве тіло. 
Одного мусульманського чиновника спіймали на контрабанді хліба в блокований квартал; він був битий палицями і звільнений зі служби. Каді (османський начальник острова) відкрито симпатизував жидам, і в кінці лютого він почав процес повторного слухання по цій справі, в результаті якого наявні факти були визнані недостатніми для обвинувачення. Проте каді відмовився зняти блокаду з єврейського кварталу, хоча він явно вагався і на початку березня запросив із Стамбула додаткові інструкції. Лише через дванадцять днів після початку блокади прибув на острів уповноважений інспектор змусив губернатора зняти її. Жиди вирішили, що справа закрита і «дякували всемогутнього правителя за своє визволення».

### Вплив вбивств в Дамаску
Однак полегшення було невдовзі перервано звістками про порушення справи. Повідомлення про те, що євреї Дамаска зізналися у вбивстві священика Томаса, що скріпило переконання християнської громади у винності євреїв у ритуальних вбивствах. Британський консул повідомляв, що «греки голосно плакали і вимагали арешту рабина і лідерів громади. Вісім євреїв було арештовано, виключаючи головного рабина і Давида Мізрахі але його і ще одного єврея через кілька днів випустили. Решта шість євреїв залишалися у в'язниці до початку квітня.
Жиди стверджували що головного рабина і Давида Мізрахі підвішували на гаках до стелі у присутності європейських консулів. Мізрахі знепритомнів через шість годин тортур, а рабина тримали дві доби, поки у нього не почалися крововиливи.

### Участь європейських консулів
Європейські віце-консули на Родосі були єдині у своїй впевненості про винність жидів у ритуальному вбивстві. На думку жидів вони були головними організаторами допитів разом з британським консулом Дж. Г. Уїлкинсоном і шведським консулом Массі. На допиті головного рабина Уілкінсон заявив стосовно рішення каді: «Що може означати для нас судове рішення мулли після того, що сталося в Дамаску? Адже це ясно доводить, що, згідно Талмуду, потрібно християнська кров для приготування пасхальної їжі.» Консули були присутні також під час тортур Коли головний рабин, кликнув до австрійського віце-консулу, той відповість: «Що, рабин? Про що ти тут скаржишся? Ти ще не здох?».

### Указ султана і самосуди
У липні 1840 делегація, очолювана Адольфом Кремьє і Мозесом Монтефіоре (Мойсей Хаїм Монтефіоре) попрямувала в Єгипет для надання сприяння жидам Дамаска, де добився звільнення жидів за звинуваченням у вбивстві отця Томаса.
По закінченні своєї місії до Мухаммеда Алі, Мойсей Монтефіоре попрямував назад до Європи через Стамбул. 15 жовтня 1840 в столиці Османської імперії він зустрівся з лордом Понсонбі, якому запропонував звернутися до султана з проханням видати декрет, котрий формально засуджує звинувачення жидів у ритуальних вбивствах, аналогічно виданим у свій час указом Сулеймана I Пишного у 16 столітті, і таким чином поставити крапку над обома справами, в Дамаску і на Родосі. Послу Британії ця ідея припала до душі, і протягом тижня він організував для Мойсея Монтефиоре зустріч з Мустафою Рашид Пашею. Монтефиоре підготував пропонований текст указу в перекладі на французьку мову, зачитав його Рашид Паші, реакція якого була позитивною. Увечері 28 жовтня Монтефіоре мав аудієнцію з султаном в його палаці. У своєму щоденнику Монтефіоре писав, що по дорозі до палацу вулиці були заповнені жидами які вітали його, а їх будинки були підсвітлені вогнями. На аудієнції Монтефіоре подякував султана за його участь у їх справі на Родосі. У свою чергу, султан запевнив гостей, що їх прохання буде задоволено. 7 листопада декрет був виданий і даний Монтефіоре, а його копія була послана головному рабину Туреччини («Хахам-баші»). З приводу судового розгляду справи про вбивство на Родосі, в декреті було сказано, що «результат ретельного вивчення єврейської віри і релігійних книг показав, що звинувачення проти жидів є абсолютним наклепом. Жидівска нація повинна мати ті ж привілеї, що й інші численні нації, що входять до складу наших поданих. Жидівській нації повинен бути гарантований захист».
Але цей указ очевидно не переконав громадян Османської імперії, бо пішла хвиля самосудів, котрі вже не мали прямого відношення до вбивства в Дамаску і на Родосі, а з інших міркуван:
- Халеб (тж. Алеппо — Сирія) (1850, 1875),
- Дамаск (1840, 1848, 1890),
- Бейрут (1862 , 1874),
- Єрусалим (1847),
- Каїр (1844, 1890, 1901),
- Ель-Мансура (Єгипет) (1877),
- Олександрія (Єгипет) (1870, 1882 , 1901),
- Порт-Саїд (Єгипет) (1903, 1908),
- Даманхур (Єгипет) (1871, 1873, 1877, 1891),
- Стамбул (1870, 1874),
- Бююкдере (Туреччина) (1864) ,
- Кузгунджук (Туреччина) (1866),
- Еюп (1868),
- Едірне (також Адріанополь — Туреччина) (1872),
- Ізмір (Туреччина) (1872, 1874) — І це лише найбільш відомі випадки погромів.[10]

### Виправдання звинувачених
10 травня 1841 року в Стамбул прибула грецька та єврейська делегації, по п'ять чоловік у кожній. У столиці до них приєдналися кади, французький консул і австрійський віце-консул.
26 травня відбулася перша сесія трибуналу. Каді стверджував, що «справу по суті є результатом ненависті, і було роздуто за безпосередньої участі англійської та австрійського консулів». Консули наполягали на вині жидів і пред'являли письмові свідчення своїх колег, що залишилися на Родосі. Слухання тривали ще два місяці, посол Британії наполягав на висвітленні фактів участі губернатора Родосу в тортурах. Зрештою, 21 липня, було оголошено вердикт. У його першій частині, справі між «грецьким населенням Родосу, позивачем, і жидівським населенням, відповідачем», було ухвалено: виправдати. У другій частині, було постановлено змістити Юсуф Паша з посади губернатора Родосу, так як він «допустив проти жидів дії, неприпустимі законом у всіх випадках і зокрема заборонені прокламацією султана від 3 листопада», виданого ще султаном Сулейманом Пишним у 16 столітті. Посол Британії подякував комісії яка «проявила справедливість у справі вбивства на Родосі» і назвав вердикт «знаком законності та гуманності, під яким діє Порта»